# La Bataille du riz (Aillaud)
Pour les articles homonymes, voir La Bataille du riz.
La Bataille du riz est un tableau réalisé par le peintre français Gilles Aillaud en 1968. Cette huile sur toile de format carré représente une combattante nord-vietnamienne armée d'un fusil à baïonnette faisant avancer un soldat américain qu'elle a capturé, la tête baissée. Œuvre de la figuration narrative, la peinture reprend presque à l'identique la posture des sujets apparaissant dans une photographie en noir et blanc prise pendant la guerre du Viêt Nam le 20 septembre 1965, mais elle en change totalement le fond : la dense végétation locale visible dans le cliché est remplacée par une vaste rizière où des ouvriers agricoles sont affairés. Le tableau est conservé dans une collection privée.